# Touraco à gros bec
Tauraco macrorhynchus
Espèce
Statut de conservation UICN

 LC  : Préoccupation mineure
Statut CITES
Le Touraco à gros bec (Tauraco macrorhynchus) ou touraco à dos bleu, est une espèce d'oiseau de la famille des Musophagidae.

## Répartition
Son aire s'étend de part et d'autre du golfe de Guinée.